# 191 (szám)
A 191 (százkilencvenegy) a 190 és 192 között található természetes szám.
A 191 Sophie Germain-prím, Chen-prím és ikerprímpárt alkot a 193 prímmel. Jó prím.
Elsőfajú Szábit-prím. Az Eisenstein-egészek körében képzetes rész nélküli Eisenstein-prím.
A 191 egy Wagstaff-prímnek is az indexe, nevezetesen prímszám az alábbi:
{\displaystyle {{2^{191}+1} \over 3}}
az illető Wagstaff-prím a következő:
1046183622564446793972631570534611069350392574077339085483.